# Boven-Rijn

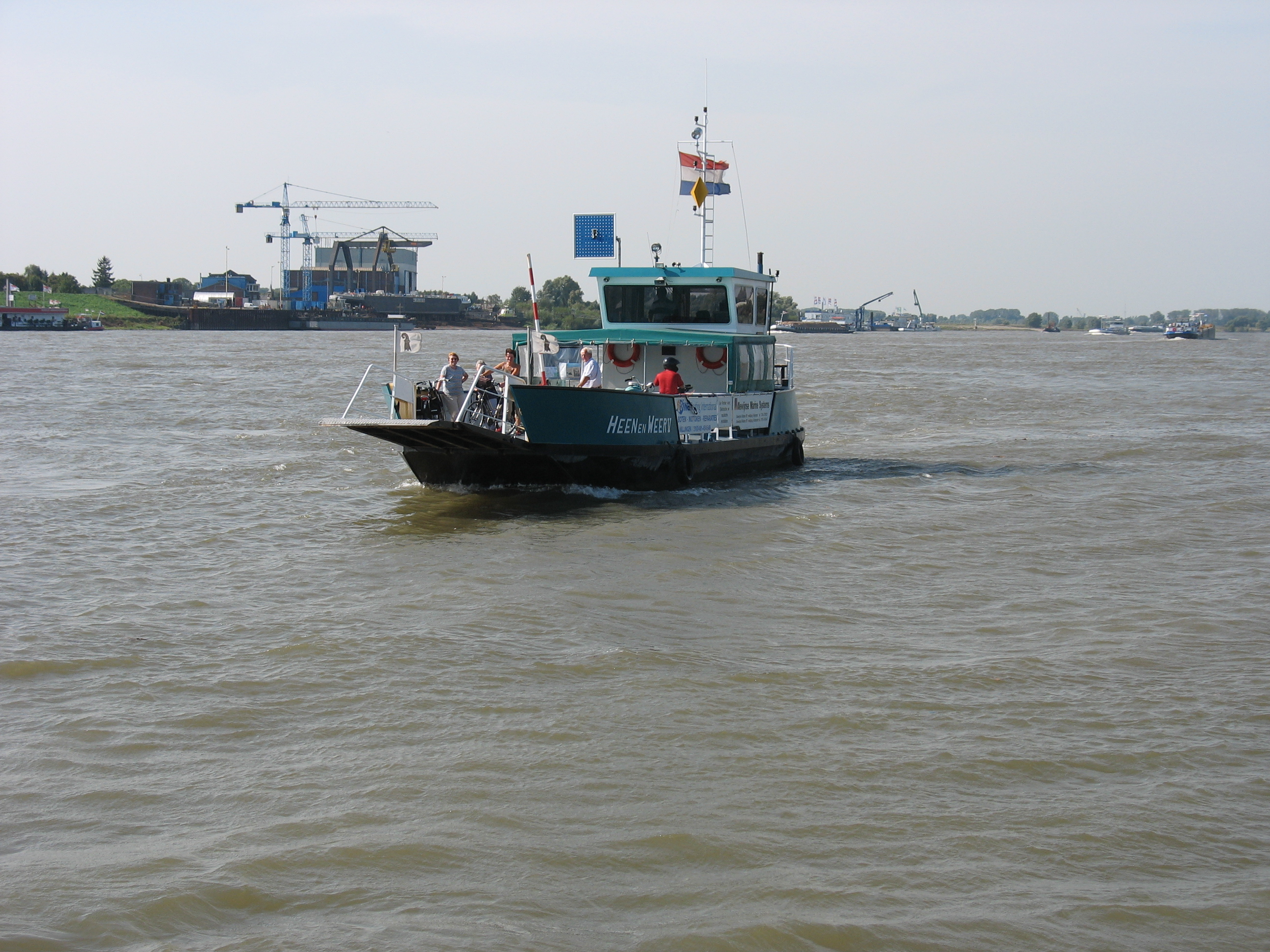
Fähre über den Boven-Rijn bei Millingen

Der Boven-Rijn, deutsch Oberrhein, ist die direkte Fortsetzung des Niederrheins in den Niederlanden. Nach 9,5 Kilometern hinter der Grenze endet er nordwestlich von Millingen am Pannerdense Kop, an dem sich der Rhein in die beiden großen Mündungsarme (siehe Rhein-Maas-Delta) verzweigt.
Zum Schutz vor Hochwasser und für die Schifffahrt ist der Rhein in seinem Verlauf vielfach korrigiert und mit höheren Deichen gesichert worden. Dadurch erreicht der Boven-Rijn heute eine Strombreite von rund 340 Meter und besitzt eine Wassertiefe bis zu vier Meter. Für die Schifffahrt wird in der Fahrrinne von 150 Meter Breite ein Tiefgang von 2,8 Meter garantiert.

## Verlauf

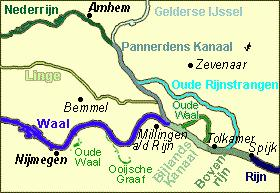
Verlauf von Waal und Nederrijn im Bereich des Boven-Rijn

Bei Spijk erreicht der Rhein die deutsch-niederländische Grenze und ändert seinen Namen zu Boven-Rijn. Auf den folgenden sieben Kilometern bildet er die Grenze, die genau in der Mitte des Stromes verläuft. Das Nordufer gehört zu den Niederlanden, das Südufer zu Deutschland. Die letzten vier Kilometer wurden im 18. Jahrhundert bei einer Begradigung angelegt und werden als Bijlands-Kanal bezeichnet. Durch die vielen Buhnen am Ufer ist seine künstliche Struktur nicht mehr erkennbar. Anschließend zweigt der Pannerdens-Kanal nach Norden in Richtung Arnheim ab und speist den Nederrijn. Die größere Wassermenge fließt als Waal weiter in Richtung Westen.

## Entstehungsgeschichte

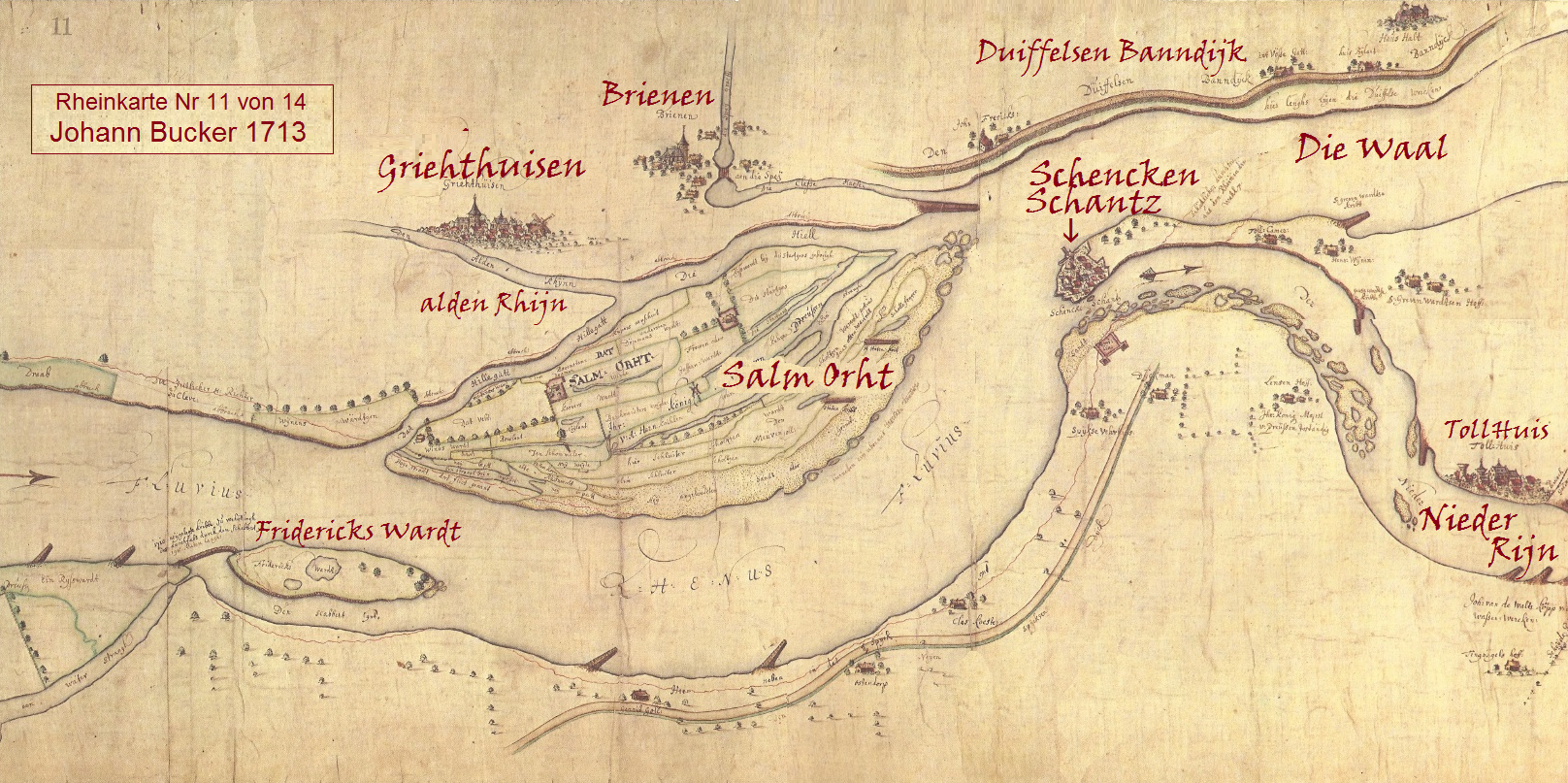
Lage von Schenkenschanz 1713

Hochwässer veränderten in der Vergangenheit regelmäßig den Verlauf des Rheins und prägten ihn durch viele Mäander. Im 16. Jahrhundert war die Gabelung von Waal und Nederrijn weiter östlich, ca. drei Kilometer südlich von Tolkamer bei Schenkenschanz. Durch die vielen Inseln und Sande zweigte dort der Nederrijn in einem weiten Bogen nach Norden ab und schlängelte sich anschließend durch die Region Liemers in Richtung Arnheim. Seine natürlichen Windungen führten zu einer Verlandung des Oberlaufs, sodass am Ende des 17. Jahrhunderts nur noch ein Zehntel des Rheinwassers über den Nordweg floss.
Um dem Nederrijn einen größeren Anteil zuzuführen, verlangten die Anrainerprovinzen, den ab 1702 angelegten Wallgraben zwischen Doornenburg und Angeren beidseitig zu öffnen und zum Pannerdens-Kanal auszubauen. Die Arbeiten waren 1707 abgeschlossen. Jedoch führte der kürzere Fließweg zu einem starken Gefälle in Richtung Nederrijn mit der Folge von teilweise verheerenden Deichbrüchen und Überschwemmungen. Der langjährige Streit über die Kosten der Beseitigungen von Schäden und Ursachen endete erst 1771. In einem Vertrag legten die Parteien fest, dass künftig zwei Drittel des Rheinwassers über die Waal fließen sollte und der Rest den Nederrijn zu speisen hat.

## Bijlands-Kanal

Plan 1751

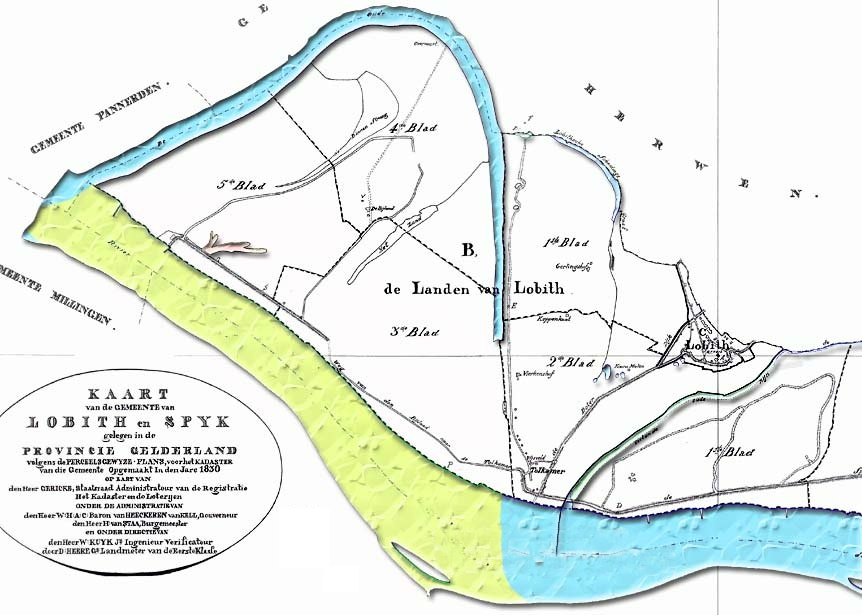
Der Bijlands-Kanal um 1830 (grün) mit Oude-Waal im Bogen

Um die vertraglich festgelegte Aufteilung des Rheinstroms auf die Mündungsarme zu sichern, wurde zwischen 1773 und 1776 das vier Kilometer lange Endstück des Boven-Rijn ab Tolkamer begradigt. Es trägt den Namen Bijlands-Kanal (niederländisch Bijlandsch Kanaal). Dadurch wird das auf der rechten Flussseite liegende Überschwemmungsgebiet Bijlandsche Waard durchschnitten und verkürzt den weiten Mäander des Oude Waal. Eine solche Durchschneidung (: Doorsnyding) der Kiesablagerung Bijlandse Grind hatte man schon in den 1750er Jahren geplant. Sinn und Zweck der Begradigung war die gleichmäßige Anströmung des Teilungspunktes am Pannerdense Kop, der als Landzunge weit in den Boven-Rijn hineinragt. Zur Landessicherung bauten die Niederlande in der zweiten Hälfte des 19. Jahrhunderts auf der Landzunge das Fort Pannerden.
Das Ziel der Baumaßnahmen war nicht nur, für die Schifffahrt bessere Bedingungen zu schaffen, sondern vor allem den Durchfluss besser zu regulieren und das Verhältnis zwischen Waal und Nederrijn zu kontrollieren, um Überschwemmungen zu verhindern. Darüber hinaus stand damit eine zuverlässige Wasserversorgung für die Holländischen Wasserlinien zur Verfügung, die zum Schutz der Hauptstadt und der wichtigen Westprovinzen aufgebaut worden waren.

## Altgewässer
Vom ehemaligen Oberlauf des Nederrijn sind heute noch die verlandeten Reste nördlich von Tolkamer zu finden. Als Oude Rijn verläuft er im Naturgebiet der Rijnstrangen nach Westen. Nach seiner Abdämmung bei Tolkamer erhält das Gebiet noch etwas Frischwasser über den kleinen Bachlauf der Wild und entwässert gegenüber von Angeren über das Pumpwerk Kandia als De Keel in den Pannerdens-Kanal.
Die Waal floss früher unterhalb von Schenkenschanz als Boven-Waal weiter in Richtung Westen und umschloss die Bijlandsche Waard. Nach der Begradigung liegt der Altarm heute als Oude Waal hinter dem heutigen Freizeitgebiet De Bijland. Zur Steuerung der Entwässerung der Waard und zum Schutz vor Hochwasser aus dem Rhein wurde der ehemalige Wasserlauf an seinem Endpunkt mit einem Schleusentor versehen.

## Festungsanlagen
Das umliegende Gebiet am Boven-Rijn war in der Vergangenheit immer wieder durch fremde Truppen bedroht. Um sich vor feindlichen Angriffen aus dem Osten zu schützen, bauten die Niederlande Festungsanlagen.

### Schenkenschanz

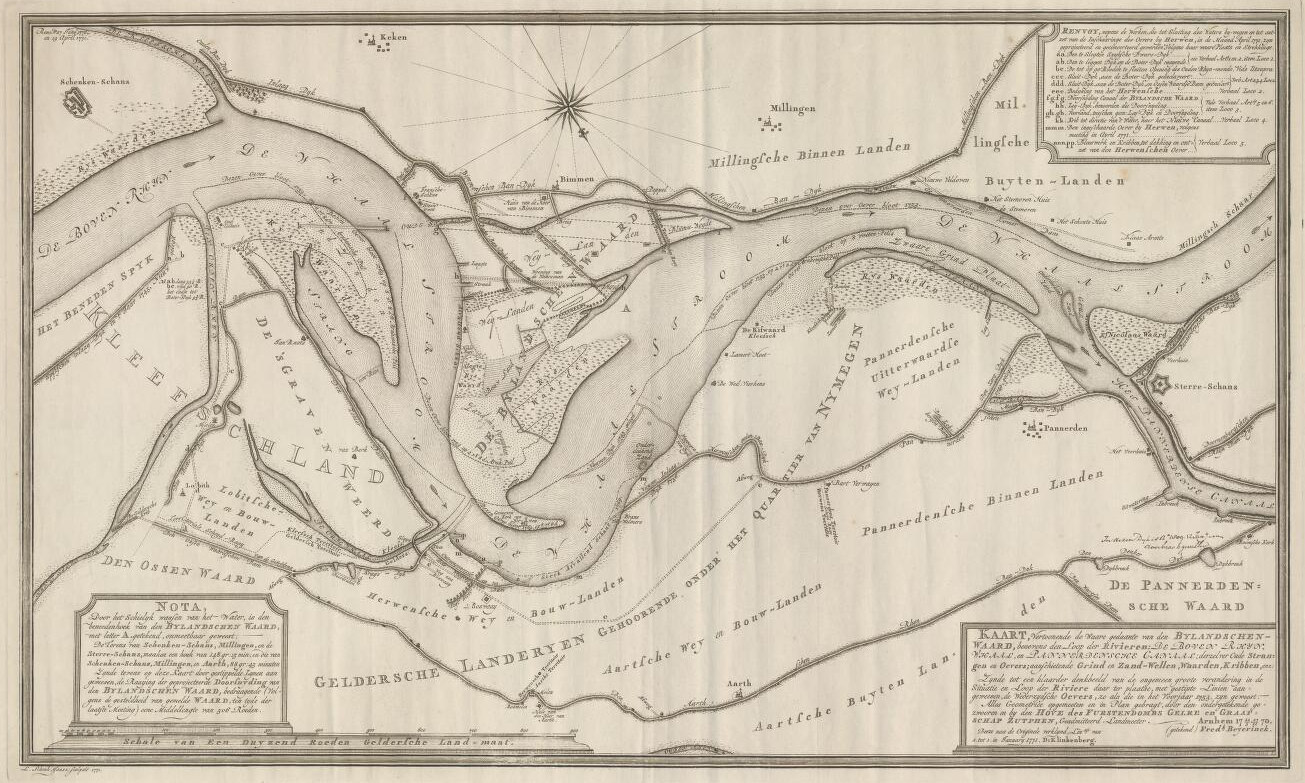
Bijlandsche Waard 1770 mit Sterreschans

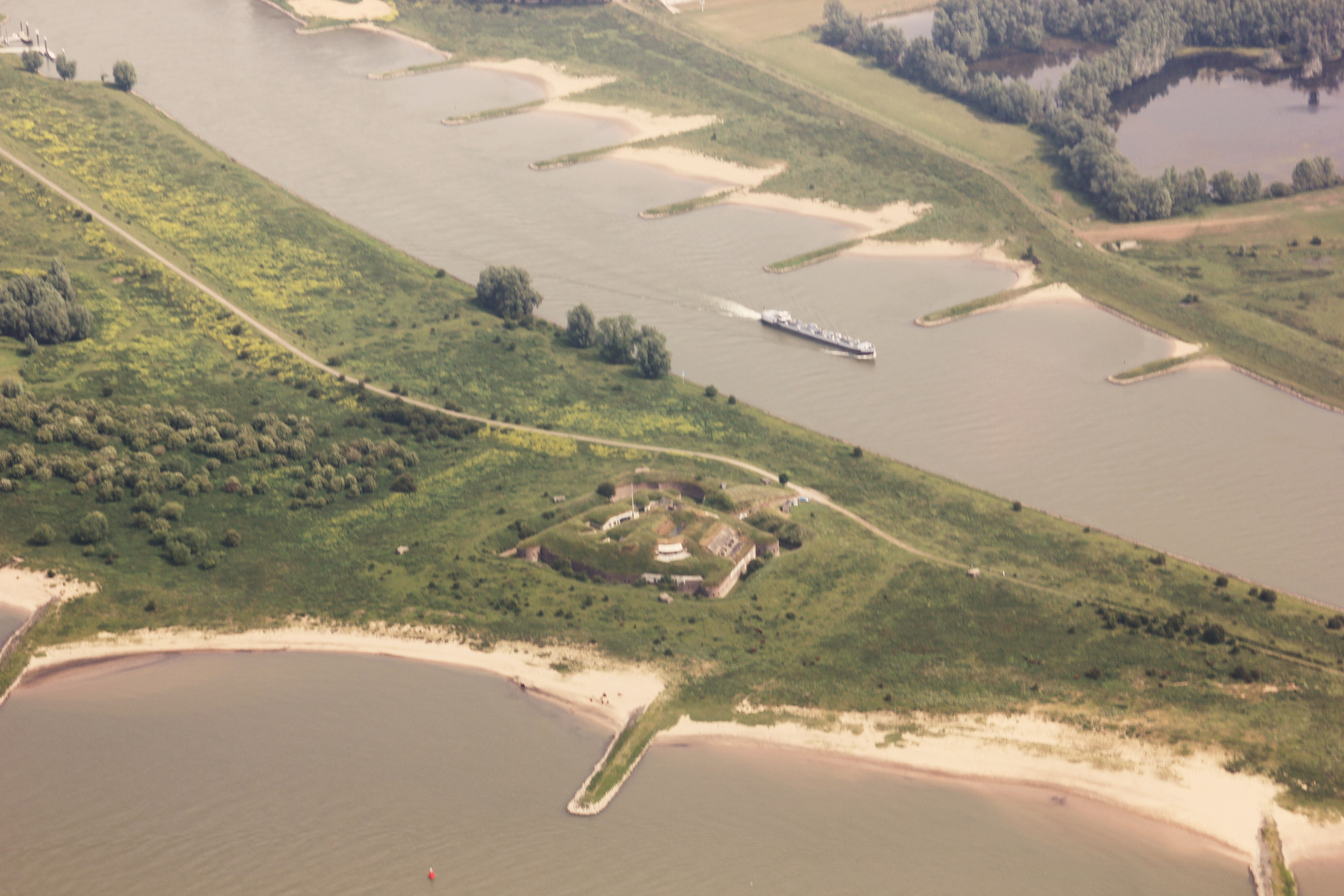
Fort Pannerden aus der Luft

Die Gabelung des Rheins in Waal und Nederrijn bildete im 16. Jahrhundert eine strategisch wichtige Landspitze. Deshalb ließ Robert Dudley, Graf von Leicester, 1586 durch Martin Schenk von Nideggen an dieser Stelle die Festung Schenkenschanz errichten und baute sie zu einer der stärksten in Europa aus. Als „Tor zu den Niederlanden“ war sie im 17. Jahrhundert heftig umkämpft und gehörte abwechselnd zu Frankreich, Deutschland, Spanien und den Niederlanden.
Jedoch verlagerten die Hochwässer den Flussverlauf, sodass Schenkenschanz Anfang des 18. Jahrhunderts zur Insel wurde. Nach Fertigstellung des Pannerdens-Kanals 1707 versandete der Flussbereich und der Ort verlor seine strategische und militärische Bedeutung. Seine Reste sind heute ein stiller Ort, der abseits zwischen dem Rhein und dem Griethausener Altrhein liegt.

### Sterreschans
Der neue Zulauf zum Nederrijn am Pannerdens-Kanal war von großer strategischer Wichtigkeit für die Wasserversorgung der niederländischen Wasserlinien. Daher baute man 1742 direkt am Abzweigpunkt des Kanals die Festung Sterreschans (deutsch: Sternschanze), deren Name sich aus dem sechszackigen Grundriss der Festung ableitet. Mit dem Ausblick auf den Fluss sollten frühzeitig Feinde erkannt werden, die sich auf dem Wasserweg näherten. Die auch Neu-Schenkenschanz genannte Festung war bis 1795 in Funktion und ist heute ein kleiner Weiler gegenüber von Pannerden am linken Ufer des Pannerdens-Kanal.

### Fort Pannerden
Durch die Verlandung am Abzweig zum Pannerdens-Kanal verschob sich die Gabelung um mehrere hundert Meter nach Süden. Unter dem Eindruck des Deutsch-Französischen Kriegs und um den Ausblick auf den Boven-Rijn zu verbessern, bauten die Niederlande 1872 auf dieser Landzunge zwischen Waal und Pannerdens-Kanal einen Nachfolger: das Fort Pannerden. Das Fort ist die östlichste der 60 Verteidigungsanlagen der „Neuen Holländischen Wasserlinie“ (Nieuwe Hollandse Waterlinie). Ihr Hauptzweck war die Sicherung des Wasserzuflusses und die Verhinderung einer möglichen Abdämmung des Pannerdens-Kanals. Fort Pannerden wurde darum auch der „Wasserhahn der Neuen Holländischen Wasserlinie“ genannt.

## Trivia
- Flussquerung: Zur Querung des Boven-Rijn verkehrt eine Fähre für Fußgänger und Radfahrer zwischen Millingen und dem gegenüber liegenden Naturschutzgebiet De Gelderse Poort.
- Rijkswaterstaat: Die heutige Behörde des niederländischen Ministeriums für Infrastruktur und Umwelt zum Bau und Unterhalt von Straßen und Wasserwegen wurde 1798 gegründet, um den Pannerdens-Kanal zu verwalten und zu unterhalten.
- Grenzort: In den Niederlanden wird in der Schule gelehrt, dass der Rhein bei Lobith in ihr Land fließt. Dort war schon im 13. Jahrhundert ein Zollamt, an dem die Schiffer ihre Abgaben zahlen mussten. Jedoch verschob ein Deichbruch 1711 den Flusslauf weiter nach Süden an das kleine Dorf Tolkamer (niederländisch für Zollstube). Auch wenn die Grenzabfertigung der Rheinschifffahrt dort erfolgte, blieb der Name der Zollstation Lobith.[7]
- Wasserflächen: Das Gebiet De Gelderse Poort ist durchsetzt von vielen Wasserflächen. Neben Deichdurchbrüchen in der Vergangenheit ist dafür auch der Ton- und Sandabbau verantwortlich. Der vom Rhein gelieferte Ton bildete über Jahrhunderte die Grundlage für die Ziegelindustrie, die noch heute Werke am Ufer betreibt.[10]
- De Bijland: Das Gebiet zwischen dem Kanal und der abgeschnittenen Rheinschlinge dient heute als Erholungs- und Wassersportgebiet und ist ein Teil von De Gelderse Poort.
- Waard: Waard bezeichnet im Niederländischen ein Überschwemmungsgebiet. Auf Deutsch heißt es auch Wardt oder Werder.
- Übernachtungshafen: In Spijk errichtet Rijkswaterstaat einen neuen Übernachtungshafen mit 50 Liegeplätzen für die Binnenschifffahrt.[11]